# Maria Fein
Maria Fein (7 de abril de 1892 – 5 de septiembre de 1965) fue una actriz teatral y cinematográfica austriaca, estrella del mundo del espectáculo alemán antes de que la llegada de Adolf Hitler al poder la forzara al exilio. En su período artístico en Alemania, cooperó con el productor y director teatral Max Reinhardt y actuó en obras de autores como Christian Friedrich Hebbel, Friedrich Schiller, William Shakespeare, Esquilo y Ferdinand Bruckner.
Entre 1916 y 1932, Fein actuó en al menos veintitrés películas alemanas, trabajando con pioneros del cine como los directores Robert Wiene, Uwe Jens Krafft, Hanna Henning, Rochus Gliese, Walter Schmidthässle, Frederic Zelnik, Albert Lastmann, Paul Leni, Rudolf Walther-Fein, Michael Curtiz, Rudolf Meinert y Fritz Friedmann-Frederich.
Al producirse el Anschluss en 1938, Fein huyó a Holanda, y en 1941 encontró refugio durante el resto de la guerra en Suiza. Fein siguió activa en el mundo del teatro tanto en su adoptiva Suiza como en otros lugares hasta poco antes de su fallecimiento.

## Biografía

### Inicios
Su nombre completo era Maria Arloisia Fein, y nació en Viena, en aquel entonces parte del Imperio austrohúngaro, en el seno de una familia de origen judío que se habría convertido al catolicismo. Sus padres eran Fanny Süssermann y Otto Fein, editor de Neue Freie Presse, y su hermano, menor que ella, era Franz Fein, autor y traductor de novelas estadounidenses. Fein se casó con el actor alemán Theodor Becker, con quien tuvo dos hijas, Thea y la actriz Maria Becker. Fein se divorció de Becker a mediados de los años 1930, tras una larga separación.
Fein estudió en la Universidad de Música y Arte Dramático de Viena desde 1909 a 1911, y debutó profesionalmente en el Teatro Nacional de Mannheim, donde interpretó el papel del título en la tragedia de Friedrich Hebbel Judith.

### Carrera teatral
En las siguientes temporadas, Fein actuó en el Teatro Real de Dresde, el Teatro Real de Berlín, y el Deutsches Theater, también en Berlín. Bajo la dirección de Max Reinhardt, en octubre de 1915 hizo el papel del título en la obra de Friedrich Schiller representada en el Deutsches Theater Maria Stuart. Continuó actuando en Berlín bajo la dirección de Reinhardt con papeles como el de Ariel en La tempestad (de Shakespeare, representada en el Volksbühne), Electra en la Orestíada (de Esquilo), y Regan en El rey Lear (Shakespeare), estas dos últimas llevadas a escena en el Großes Schauspielhaus. En 1919 volvió al Deutsches para encarnar a Rebekka en Jaákobs Traum, obra de Richard Beer-Hofmann.
Fein ingresó en el Vereinigte Bühnen de Breslavia en la temporada 1921–1922 y, entre 1924 y 1926, actuó en el Theater in der Josefstadt de Viena, donde en 1924 fue Lady Milford en la pieza de Schiller Kabale und Liebe. En el Deutsches fue Kudelka en el estreno mundial de la obra de Bruckner Die Straf, llevada a escena por Heinz Hilpert. Tras prohibirle actuar el Ministerio del Reich para la Ilustración Pública y Propaganda en 1935, Fein viajó a Viena, donde trabajó en varios teatros, entre ellos el Burgtheater y el Urania. En este último fue Jocasta en la pieza de Jean Cocteau La machine infernale.

### Cine
Las actuaciones cinematográficas que Fein llevó a cabo en Berlín tuvieron lugar principalmente entre los años 1916 y 1919; solamente actuó en un puñado de filmes posteriormente a 1920. Empezó con los hermanos Robert y Conrad Wiene en Der Mann im Spiegel y Das Leben ein Traum, actuando en los años siguientes principalmente en melodramas y en alguna comedia ocasional. Su última película, y única sonora, fue Frederica, adaptación rodada en 1932 de un libro de Ludwig Herzer y Fritz Löhner-Beda.

### Últimos años
Tras la anexión Nazi de Austria, Fein fue actriz teatral en Holanda, Francia y Suiza. Bajo la dirección de Leopold Lindtberg, Fein actuó en el Schauspielhaus Zürich como Anisja en la pieza de León Tolstói Die Macht der Finsternis. Fein volvió más adelante a Francia, donde fue detenida hasta que su hija Maria, que entonces residía en Zúrich, pudo organizarle un viaje seguro a Suiza. Durante el resto de la Segunda Guerra Mundial, Fein trabajó en Zúrich, donde participó en lecturas literarias.
En 1945, Fein volvió a formar parte del elenco de actores del Schauspielhaus, interpretando a personajes de carácter como Ranjewskaja en la obra de Antón Chéjov El jardín de los cerezos, Sichle en el estreno en alemán de la pieza de Paul Claudel Le Père humilié, a una madre en  Una mujer sin importancia (de Oscar Wilde), y el papel del título en  Medea, de Franz Grillparzer.
Fein viajó en gira por Suiza en 1948 con Heinz Woester en una adaptación de la obra de W. Somerset Maugham Theatre, siendo al siguiente año Clitemnestra en Electra, de Jean Giraudoux, junto a Maria Becker. En una nueva gira por Suiza, Fein hizo el papel del título en Mrs. Warren's Profession (de George Bernard Shaw), y en el Festival de Lucerna fue de nuevo Jocasta en La machine infernale.
En 1951 Fein volvió a Berlín para actuar por vez primera tras la época Nazi. En el Palacio de Charlottenburg fue Weisheit en la obra de Hugo von Hofmannsthal Das Salzburger große Welttheater. A principios de los años 1950, Fein viajó en gira por Inglaterra, Francia y Suiza dando recitales y conferencias, actuando también en la BBC radio en shows que incluían un radiodrama en 1956 con una adaptación al inglés de la pieza de Bertolt Brecht Madre Coraje y sus hijos.
En Estados Unidos, Fein actuó con Walter Slezak en la pieza de Norman Ginsbury The First Gentleman, pero había abandonado el show por discrepancias artísticas cuando la obra debutó en el circuito de Broadway el 25 de abril de 1957. Al siguiente año fue Miriam en The First Born, de Christopher Fry, pero fue reemplazada por Mildred Natwick un mes antes del debut de la obra el 30 de abril en Broadway. Fein permaneció durante unos años en los Estados Unidos, donde hizo shows en solitario titulados An Evening of European Theatre, en los cuales  interpretaba escenas de obras de destacados dramaturgos europeos.
En 1961 Fein había vuelto a Suiza, interpretando en Basilea el papel titular de Mrs. Warren's Profession. En 1964 habló de sus experiencias en los teatros berlineses antes de 1933 en un documental de doce episodios presentado por la cadena alemana Norddeutscher Rundfunk.
Maria Fein falleció en la casa de su hija, Maria Becker, en Zúrich, Suiza, en 1965, a los setenta y tres años de edad. Sus restos fueron incinerados, y las cenizas entregadas a sus allegados.

## Filmografía
- 1916 : Der Mann im Spiegel
- 1916 : Das Leben ein Traum
- 1917 : Mutter
- 1917 : Nur ein Modell. Seine kleine Madonna
- 1917 : Die Kaukasierin
- 1917 : Die Gräfin von Navarra
- 1918 : Apokalypse
- 1918 : Das Gift der Medici
- 1918 : Der Wahn ist kurz
- 1918 : Die Vision
- 1918 : Edelwild
- 1918 : Liebesopfer
- 1918 : Raimundus und das Hexlein
- 1919 : Sühne
- 1919 : Nicht eher sollst Du Liebe fühlen, als …
- 1919 : Maria Pawlowna
- 1919 : Die Feste des Fürsten von Ferrara
- 1919 : Der Ehestifter
- 1920 : Weiße Rosen
- 1921 : Die Verschwörung zu Genua
- 1924 : Der kleine Herzog
- 1925 : Das Spielzeug von Paris
- 1927 : Die Vorbestraften
- 1932 : Friederike